# John Reynolds
John Stephen Reynolds (Nottingham, 27 giugno 1963) è un pilota motociclistico britannico ritiratosi dall'attività agonistica.

## Carriera
Dopo aver maturato le prime esperienze motociclistiche con il motocross a partire dagli anni settanta, la sua carriera professionistica su strada ha inizio nel 1987, anno in cui inizia a prendere parte a diverse competizioni a livello britannico; nel 1988 ottiene il titolo nella categoria ACU Star 350cc, nel 1989 prende parte anche al Tourist Trophy, mentre nel 1990 si laurea campione nella Supersport 600 a bordo di una Kawasaki. L'anno dopo, oltre a correre in patria, esordisce nel mondiale Superbike partecipando alle gare di Donington Park come wild card e ottenendo piazzamenti a punti in entrambe le corse con una Kawasaki del Team Green. Nel 1992 con la stessa squadra partecipa alle prime tre prove del mondiale Superbike, giungendo diverse volte in zona punti, vince due gare e chiude dodicesimo nel campionato europeo, mentre in ambito nazionale vince i titoli Supercup 750 e TT F1 del campionato Superbike.
Nel 1993 debutta nella classe 500 del motomondiale con una Harris Yamaha del team Padgetts Motorcycles, con cui ottiene come miglior risultato in gara la nona posizione a Donington, Laguna Seca e Jarama, classificandosi al 15º posto finale. Viene confermato anche per il 1994, annata in cui mantiene un rendimento simile all'anno precedente, piazzandosi 14º alla fine della stagione.
Nel 1995 disputa la sua prima stagione completa nel mondiale Superbike con una Kawasaki del team Rêve Racing, cogliendo un terzo posto a Brands Hatch e uno ad Assen e chiudendo la stagione in 10ª posizione. Nel 1996 resta nel mondiale ma passa a correre per il team ufficiale Suzuki, con cui ottiene come miglior risultato un quinto posto a Brno, classificandosi 12º a fine stagione. Nello stesso anno partecipa anche alla 8 Ore di Suzuka, che conclude al decimo posto insieme a Kirk McCarthy.
A partire dal 1997 fa ritorno nel campionato britannico Superbike correndo con una Ducati, nuovamente per il team Rêve, squadra con cui resta fino al 2001; in queste cinque stagioni giunge quarto nel 1997 e nel 1998, terzo nel 1999 e nel 2000, prima di vincere il titolo nel 2001 davanti a Steve Hislop e al compagno di squadra Sean Emmett. Nello stesso periodo partecipa a diverse prove del mondiale Superbike come wild card, ottenendo punti iridati in ogni stagione alla quale ha preso parte; nel 2000 riesce anche a vincere una gara, in occasione del round di Brands Hatch.
Nel 2002 resta nello stesso campionato, passando però a guidare una Suzuki del team Crescent Racing, per il quale corre anche nelle successive tre stagioni; in questi anni ottiene il sesto posto nel 2002, il secondo posto nel 2003 dietro a Shane Byrne, mentre nel 2004 vince nuovamente il titolo, precedendo Michael Rutter e il compagno di team Yukio Kagayama. Inoltre prende parte ad alcune prove del mondiale Superbike 2003, facendo segnare la pole position e un secondo posto a Brands Hatch.
La stagione 2005 viene segnata da diversi infortuni, il primo occorso a Valencia durante un test invernale, quando cade fratturandosi una gamba, il che condiziona la prima parte dell'annata; durante l'ultimo week-end del campionato a Brands Hatch incorre in un altro incidente, in cui vengono interessate alcune costole, una clavicola, la schiena e un polmone; chiude la stagione al 9º posto.
Qualche giorno dopo l'incidente, anche a seguito dei problemi fisici riportati, annuncia la decisione di ritirarsi dalle attività agonistiche, nelle quali rimane comunque coinvolto; negli anni successivi infatti assume il ruolo di collaboratore e di responsabile sportivo della divisione britannica di Suzuki.

## Risultati in gara

### Campionato mondiale Superbike
| 1991 | Moto     |    |    |  |  |  |  |  |  |  |  |  |  |  |  |  |  |  |  |  |  |  |  |  |  |  |  | Punti | Pos. |
| ---- | -------- | -- | -- |  |  |  |  |  |  |  |  |  |  |  |  |  |  |  |  |  |  |  |  |  |  |  |  | ----- | ---- |
| 1991 | Kawasaki | 10 | 12 |  |  |  |  |  |  |  |  |  |  |  |  |  |  |  |  |  |  |  |  |  |  |  |  | 10    | 51º  |

| 1992 | Moto     |     |   |    |   |     |   |  |  |  |  |  |  |  |  |  |  |  |  |  |  |  |  |  |  |  |  | Punti | Pos. |
| ---- | -------- | --- | - | -- | - | --- | - |  |  |  |  |  |  |  |  |  |  |  |  |  |  |  |  |  |  |  |  | ----- | ---- |
| 1992 | Kawasaki | Rit | 8 | 13 | 9 | Rit | 8 |  |  |  |  |  |  |  |  |  |  |  |  |  |  |  |  |  |  |  |  | 26    | 22º  |

| 1995 | Moto     |    |     |   |   |   |    |   |    |    |   |     |     |    |     |   |   |   |    |   |   |   |   |   |   |  |  | Punti | Pos. |
| ---- | -------- | -- | --- | - | - | - | -- | - | -- | -- | - | --- | --- | -- | --- | - | - | - | -- | - | - | - | - | - | - |  |  | ----- | ---- |
| 1995 | Kawasaki | 17 | Rit | 7 | 9 | 7 | 11 | 9 | 10 | 12 | 8 | Rit | Rit | 16 | Rit | 4 | 3 | 9 | 12 | 6 | 3 | 9 | 9 | 5 | 7 |  |  | 155   | 10º  |

| 1996 | Moto   |    |     |    |    |    |    |    |   |   |   |     |    |   |   |   |   |    |    |    |     |   |   |    |    |  |  | Punti | Pos. |
| ---- | ------ | -- | --- | -- | -- | -- | -- | -- | - | - | - | --- | -- | - | - | - | - | -- | -- | -- | --- | - | - | -- | -- |  |  | ----- | ---- |
| 1996 | Suzuki | 17 | Rit | NP | NP | NP | NP | 15 | 7 | 5 | 8 | Rit | NP | 7 | 8 | 9 | 6 | 14 | 12 | 13 | Rit | 7 | 9 | 11 | 10 |  |  | 99    | 12º  |

| 1997 | Moto   |  |  |  |  |   |    |  |  |  |  |  |  |  |  |  |  |  |  |  |  |    |     |   |     |  |  | Punti | Pos. |
| ---- | ------ |  |  |  |  | - | -- |  |  |  |  |  |  |  |  |  |  |  |  |  |  | -- | --- | - | --- |  |  | ----- | ---- |
| 1997 | Ducati |  |  |  |  | 9 | 11 |  |  |  |  |  |  |  |  |  |  |  |  |  |  | 19 | Rit | 7 | Rit |  |  | 21    | 22º  |

| 1998 | Moto   |  |  |  |  |  |  |  |  |  |  |  |  |  |  |  |  |     |    |  |  |  |  |  |  |  |  | Punti | Pos. |
| ---- | ------ |  |  |  |  |  |  |  |  |  |  |  |  |  |  |  |  | --- | -- |  |  |  |  |  |  |  |  | ----- | ---- |
| 1998 | Ducati |  |  |  |  |  |  |  |  |  |  |  |  |  |  |  |  | Rit | 14 |  |  |  |  |  |  |  |  | 2     | 46º  |

| 1999 | Moto   |  |  |  |  |   |   |  |  |  |  |  |  |  |  |  |  |   |   |  |  |  |  |  |  |  |  | Punti | Pos. |
| ---- | ------ |  |  |  |  | - | - |  |  |  |  |  |  |  |  |  |  | - | - |  |  |  |  |  |  |  |  | ----- | ---- |
| 1999 | Ducati |  |  |  |  | 7 | 7 |  |  |  |  |  |  |  |  |  |  | 4 | 8 |  |  |  |  |  |  |  |  | 39    | 18º  |

| 2000 | Moto   |  |  |  |  |  |  |    |     |  |  |     |     |  |  |  |  |  |  |   |     |  |  |  |  |   |   | Punti | Pos. |
| ---- | ------ |  |  |  |  |  |  | -- | --- |  |  | --- | --- |  |  |  |  |  |  | - | --- |  |  |  |  | - | - | ----- | ---- |
| 2000 | Ducati |  |  |  |  |  |  | 10 | Rit |  |  | Rit | Rit |  |  |  |  |  |  | 4 | Rit |  |  |  |  | 1 | 4 | 57    | 17º  |

| 2001 | Moto   |  |  |  |  |  |  |  |  |  |  |     |   |  |  |  |  |  |  |     |   |  |  |  |  |  |  | Punti | Pos. |
| ---- | ------ |  |  |  |  |  |  |  |  |  |  | --- | - |  |  |  |  |  |  | --- | - |  |  |  |  |  |  | ----- | ---- |
| 2001 | Ducati |  |  |  |  |  |  |  |  |  |  | Rit | 5 |  |  |  |  |  |  | Rit | 7 |  |  |  |  |  |  | 20    | 25º  |

| 2003 | Moto   |  |  |  |  |  |  |  |  |  |  |   |    |  |  |  |  |     |   |     |    |  |  |  |  |  |  | Punti | Pos. |
| ---- | ------ |  |  |  |  |  |  |  |  |  |  | - | -- |  |  |  |  | --- | - | --- | -- |  |  |  |  |  |  | ----- | ---- |
| 2003 | Suzuki |  |  |  |  |  |  |  |  |  |  | 6 | 10 |  |  |  |  | Rit | 2 | Rit | 10 |  |  |  |  |  |  | 42    | 17º  |

| Legenda | 1º posto        | 2º posto            | 3º posto           | A punti      | Senza punti        | Grassetto – Pole position Corsivo – Giro più veloce |
| Legenda | Gara non valida | Non qual./Non part. | Ritirato/Non class | Squalificato | '-' Dato non disp. | Grassetto – Pole position Corsivo – Giro più veloce |

### Motomondiale
| 1993 | Classe | Moto          |     |    |     |     |    |    |    |    |     |   |    |    |   |   |  | Punti | Pos. |
| ---- | ------ | ------------- | --- | -- | --- | --- | -- | -- | -- | -- | --- | - | -- | -- | - | - |  | ----- | ---- |
| 1993 | 500    | Harris Yamaha | Rit | 12 | Rit | Rit | 14 | 17 | 10 | NP | Rit | 9 | 12 | 11 | 9 | 9 |  | 42    | 15º  |

| 1994 | Classe | Moto          |    |    |    |    |    |    |     |     |     |    |    |     |     |    |  | Punti | Pos. |
| ---- | ------ | ------------- | -- | -- | -- | -- | -- | -- | --- | --- | --- | -- | -- | --- | --- | -- |  | ----- | ---- |
| 1994 | 500    | Harris Yamaha | 10 | 12 | 12 | 10 | 10 | 10 | Rit | Rit | Rit | 14 | 12 | Rit | Rit | 11 |  | 43    | 14º  |

| Legenda | 1º posto        | 2º posto            | 3º posto            | A punti      | Senza punti        | Grassetto – Pole position Corsivo – Giro più veloce |
| Legenda | Gara non valida | Non qual./Non part. | Ritirato/Non class. | Squalificato | '-' Dato non disp. | Grassetto – Pole position Corsivo – Giro più veloce |